# Partecipanti alla Vuelta a España 2021
Elenco dei partecipanti alla Vuelta a España 2021.
La Vuelta a España 2021 è la settantaseiesima edizione della corsa. Alla competizione hanno preso parte 23 squadre, le diciannove iscritte all'UCI World Tour 2021, la Alpecin-Fenix avente diritto in quanto migliore squadra UCI ProTeam 2020 e le tre squadre invitate ovverosia la Burgos-BH, la Caja Rural-Seguros RGA e l'Euskaltel-Euskadi, tutte di categoria UCI ProTeam, ciascuna delle quali composta da otto corridori, per un totale di 184 ciclisti. La corsa è partita 14 agosto da Burgos ed è terminata il 5 settembre a Santiago di Compostela.

## Corridori per squadra
Nota: R ritirato, NP non partito, FTM fuori tempo massimo, SQ squalificato
| Jumbo-Visma            | Jumbo-Visma                  | Jumbo-Visma            | Cofidis                  | Cofidis                      | Cofidis                  | Lotto Soudal              | Lotto Soudal                | Lotto Soudal              |
| ---------------------- | ---------------------------- | ---------------------- | ------------------------ | ---------------------------- | ------------------------ | ------------------------- | --------------------------- | ------------------------- |
| 1                      | Primož Roglič                | 1º                     | 81                       | Guillaume Martin             | 9º                       | 161                       | Andreas Kron                | 68º                       |
| 2                      | Koen Bouwman                 | 42º                    | 82                       | Piet Allegaert               | 123º                     | 162                       | Steff Cras                  | 20º                       |
| 3                      | Robert Gesink                | 62º                    | 83                       | Fernando Barceló             | 89º                      | 163                       | Frederik Frison             | R 3ª                      |
| 4                      | Lennard Hofstede             | 128º                   | 84                       | Eddy Finé                    | 92º                      | 164                       | Matthew Holmes              | FTM 18ª                   |
| 5                      | Steven Kruijswijk            | 12º                    | 85                       | Jesús Herrada                | 38º                      | 165                       | Sylvain Moniquet            | 83º                       |
| 6                      | Sepp Kuss                    | 8º                     | 86                       | José Herrada                 | 57º                      | 166                       | Maxim Van Gils              | 88º                       |
| 7                      | Sam Oomen                    | 18º                    | 87                       | Emmanuel Morin               | R 7ª                     | 167                       | Harm Vanhoucke              | 115º                      |
| 8                      | Nathan Van Hooydonck         | 82º                    | 88                       | Rémy Rochas                  | 15º                      | 168                       | Florian Vermeersch          | 121º                      |
| D.S.: Addy Engels      | D.S.: Addy Engels            | D.S.: Addy Engels      | D.S.: Bingen Fernández   | D.S.: Bingen Fernández       | D.S.: Bingen Fernández   | D.S.: Mario Aerts         | D.S.: Mario Aerts           | D.S.: Mario Aerts         |
| AG2R Citroën Team      | AG2R Citroën Team            | AG2R Citroën Team      | Deceuninck-Quick Step    | Deceuninck-Quick Step        | Deceuninck-Quick Step    | Movistar Team             | Movistar Team               | Movistar Team             |
| 11                     | Geoffrey Bouchard            | 14º                    | 91                       | Fabio Jakobsen               | 141º                     | 171                       | Enric Mas                   | 2º                        |
| 12                     | Lilian Calmejane             | 33º                    | 92                       | Andrea Bagioli               | 90º                      | 172                       | Imanol Erviti               | 66º                       |
| 13                     | Clément Champoussin          | 16º                    | 93                       | Josef Černý (Cr.)            | 142º                     | 173                       | Johan Jacobs                | R 9ª                      |
| 14                     | Mikaël Cherel                | 45º                    | 94                       | James Knox                   | 100º                     | 174                       | Miguel Ángel López          | R 20ª                     |
| 15                     | Stan Dewulf                  | 65º                    | 95                       | Florian Sénéchal             | 118º                     | 175                       | Nélson Oliveira             | 72º                       |
| 16                     | Nicolas Prodhomme            | 52º                    | 96                       | Zdeněk Štybar                | 133º                     | 176                       | José Joaquín Rojas          | 56º                       |
| 17                     | Damien Touzé                 | 79º                    | 97                       | Bert Van Lerberghe           | 137º                     | 177                       | Alejandro Valverde          | R 7ª                      |
| 18                     | Clément Venturini            | 97º                    | 98                       | Mauri Vansevenant            | 101º                     | 178                       | Carlos Verona               | NP 18ª                    |
| D.S.: Julien Jurdie    | D.S.: Julien Jurdie          | D.S.: Julien Jurdie    | D.S.: Wilfried Peeters   | D.S.: Wilfried Peeters       | D.S.: Wilfried Peeters   | D.S.: José Vicente García | D.S.: José Vicente García   | D.S.: José Vicente García |
| Alpecin-Fenix          | Alpecin-Fenix                | Alpecin-Fenix          | EF Education-Nippo       | EF Education-Nippo           | EF Education-Nippo       | Team BikeExchange         | Team BikeExchange           | Team BikeExchange         |
| 21                     | Jay Vine                     | 73º                    | 101                      | Hugh Carthy                  | R 7ª                     | 181                       | Michael Matthews            | 70º                       |
| 22                     | Tobias Bayer                 | R 12ª                  | 102                      | Jonathan Caicedo             | NP 15ª                   | 182                       | Lucas Hamilton              | 54º                       |
| 23                     | Floris De Tier               | 48º                    | 103                      | Diego Camargo                | 53º                      | 183                       | Damien Howson               | 95º                       |
| 24                     | Alexander Krieger            | 117º                   | 104                      | Simon Carr                   | R 11ª                    | 184                       | Luka Mezgec                 | 109º                      |
| 25                     | Sacha Modolo                 | R 19ª                  | 105                      | Lawson Craddock (Cr.)        | 69º                      | 185                       | Mikel Nieve                 | 31º                       |
| 26                     | Jasper Philipsen             | NP 11ª                 | 106                      | Jens Keukeleire              | 50º                      | 186                       | Nicholas Schultz            | 49º                       |
| 27                     | Edward Planckaert            | 122º                   | 107                      | Magnus Cort Nielsen          | 77º                      | 187                       | Robert Stannard             | 119º                      |
| 28                     | Scott Thwaites               | 134º                   | 108                      | Tom Scully                   | 125º                     | 188                       | Andrej Zejc                 | 44º                       |
| D.S.: Frederik Willems | D.S.: Frederik Willems       | D.S.: Frederik Willems | D.S.: Juan Manuel Gárate | D.S.: Juan Manuel Gárate     | D.S.: Juan Manuel Gárate | D.S.: Julian Dean         | D.S.: Julian Dean           | D.S.: Julian Dean         |
| Astana-Premier Tech    | Astana-Premier Tech          | Astana-Premier Tech    | Euskaltel-Euskadi        | Euskaltel-Euskadi            | Euskaltel-Euskadi        | Team DSM                  | Team DSM                    | Team DSM                  |
| 31                     | Aleksandr Vlasov (Cr.)       | NP 20ª                 | 111                      | Mikel Bizkarra               | 46º                      | 191                       | Romain Bardet               | 25º                       |
| 32                     | Alex Aranburu                | NP 11ª                 | 112                      | Xabier Azparren              | 111º                     | 192                       | Thymen Arensman             | 61º                       |
| 33                     | Omar Fraile (Lin.)           | NP 13ª                 | 113                      | Joan Bou                     | 103º                     | 193                       | Alberto Dainese             | 129º                      |
| 34                     | Gorka Izagirre               | 27º                    | 114                      | Mikel Iturria                | 60º                      | 194                       | Nico Denz                   | 114º                      |
| 35                     | Ion Izagirre (Cr.)           | 26º                    | 115                      | Juan José Lobato             | 136º                     | 195                       | Chad Haga                   | 113º                      |
| 36                     | Jurij Natarov                | 91º                    | 116                      | Gotzon Martín                | 37º                      | 196                       | Chris Hamilton              | 64º                       |
| 37                     | Óscar Rodríguez              | R 7ª                   | 117                      | Luis Ángel Maté              | 30º                      | 197                       | Michael Storer              | 40º                       |
| 38                     | Luis León Sánchez            | R 17ª                  | 118                      | Antonio Jesús Soto           | 81º                      | 198                       | Martijn Tusveld             | 34º                       |
| D.S.: Bruno Cenghialta | D.S.: Bruno Cenghialta       | D.S.: Bruno Cenghialta | D.S.: Jorge Azanza       | D.S.: Jorge Azanza           | D.S.: Jorge Azanza       | D.S.: Matthew Winston     | D.S.: Matthew Winston       | D.S.: Matthew Winston     |
| Bahrain Victorious     | Bahrain Victorious           | Bahrain Victorious     | Groupama-FDJ             | Groupama-FDJ                 | Groupama-FDJ             | Team Qhubeka NextHash     | Team Qhubeka NextHash       | Team Qhubeka NextHash     |
| 41                     | Mikel Landa                  | R 17ª                  | 121                      | Arnaud Démare                | 96º                      | 201                       | Fabio Aru                   | 51º                       |
| 42                     | Yukiya Arashiro              | 116º                   | 122                      | Kevin Geniets (Lin.) e (Cr.) | 85º                      | 202                       | Sander Armée                | R 17ª                     |
| 43                     | Damiano Caruso               | 17º                    | 123                      | Jacopo Guarnieri             | R 9ª                     | 203                       | Connor Brown                | 130º                      |
| 44                     | Jack Haig                    | 3º                     | 124                      | Olivier Le Gac               | 76º                      | 204                       | Dimitri Claeys              | 105º                      |
| 45                     | Gino Mäder                   | 5º                     | 125                      | Tobias Ludvigsson            | 99º                      | 205                       | Sergio Henao                | R 19ª                     |
| 46                     | Mark Padun                   | 59º                    | 126                      | Rudy Molard                  | R 16ª                    | 206                       | Reinardt Janse van Rensburg | FTM 7ª                    |
| 47                     | Wout Poels                   | 23º                    | 127                      | Anthony Roux                 | 58º                      | 207                       | Bert-Jan Lindeman           | 131º                      |
| 48                     | Jan Tratnik (Cr.)            | 94º                    | 128                      | Ramon Sinkeldam              | 127º                     | 208                       | Dylan Sunderland            | 104º                      |
| D.S.: Gorazd Štangelj  | D.S.: Gorazd Štangelj        | D.S.: Gorazd Štangelj  | D.S.: Thierry Bricaud    | D.S.: Thierry Bricaud        | D.S.: Thierry Bricaud    | D.S.: Alex Sans Vega      | D.S.: Alex Sans Vega        | D.S.: Alex Sans Vega      |
| Bora-Hansgrohe         | Bora-Hansgrohe               | Bora-Hansgrohe         | Ineos Grenadiers         | Ineos Grenadiers             | Ineos Grenadiers         | Trek-Segafredo            | Trek-Segafredo              | Trek-Segafredo            |
| 51                     | Felix Großschartner          | 10º                    | 131                      | Egan Bernal                  | 6º                       | 211                       | Giulio Ciccone              | R 16ª                     |
| 52                     | Cesare Benedetti             | 107º                   | 132                      | Richard Carapaz              | NP 14ª                   | 212                       | Gianluca Brambilla          | 22º                       |
| 53                     | Patrick Gamper               | 112º                   | 133                      | Jhonatan Narváez             | R 15ª                    | 213                       | Kenny Elissonde             | R 17ª                     |
| 54                     | Martin Laas                  | 140º                   | 134                      | Thomas Pidcock               | 67º                      | 214                       | Alex Kirsch                 | 120º                      |
| 55                     | Jordi Meeus                  | 139º                   | 135                      | Salvatore Puccio             | 98º                      | 215                       | Juan Pedro López            | 13º                       |
| 56                     | Anton Palzer                 | 102º                   | 136                      | Pavel Sivakov                | 35º                      | 216                       | Antonio Nibali              | 108º                      |
| 57                     | Maximilian Schachmann (Lin.) | NP 13ª                 | 137                      | Dylan van Baarle             | NP 18ª                   | 217                       | Kiel Reijnen                | R 15ª                     |
| 58                     | Ben Zwiehoff                 | 47º                    | 138                      | Adam Yates                   | 4º                       | 218                       | Quinn Simmons               | 124º                      |
| D.S.: Steffen Radochla | D.S.: Steffen Radochla       | D.S.: Steffen Radochla | D.S.: Matteo Tosatto     | D.S.: Matteo Tosatto         | D.S.: Matteo Tosatto     | D.S.: Jaroslav Popovyč    | D.S.: Jaroslav Popovyč      | D.S.: Jaroslav Popovyč    |
| Burgos-BH              | Burgos-BH                    | Burgos-BH              | Intermarché-Wanty-Gobert | Intermarché-Wanty-Gobert     | Intermarché-Wanty-Gobert | UAE Team Emirates         | UAE Team Emirates           | UAE Team Emirates         |
| 61                     | Daniel Navarro               | 24º                    | 141                      | Louis Meintjes               | R 19ª                    | 221                       | David de la Cruz            | 7º                        |
| 62                     | Jetse Bol                    | 71º                    | 142                      | Odd Christian Eiking         | 11º                      | 222                       | Joseph Dombrowski           | 39º                       |
| 63                     | Óscar Cabedo                 | 19º                    | 143                      | Jan Hirt                     | 28º                      | 223                       | Ryan Gibbons (Cr.)          | 36º                       |
| 64                     | Carlos Canal                 | 106º                   | 144                      | Wesley Kreder                | 110º                     | 224                       | Rafał Majka                 | 21º                       |
| 65                     | Ángel Madrazo                | 63º                    | 145                      | Riccardo Minali              | 138º                     | 225                       | Juan Sebastián Molano       | R 9ª                      |
| 66                     | Ander Okamika                | 75º                    | 146                      | Simone Petilli               | 29º                      | 226                       | Rui Oliveira                | 74º                       |
| 67                     | Diego Rubio                  | R 18ª                  | 147                      | Rein Taaramäe (Cr.)          | 55º                      | 227                       | Jan Polanc                  | 41º                       |
| 68                     | Pelayo Sánchez               | 84º                    | 148                      | Kévin Van Melsen             | 126º                     | 228                       | Matteo Trentin              | 80º                       |
| D.S.: Rubén Pérez      | D.S.: Rubén Pérez            | D.S.: Rubén Pérez      | D.S.: Valerio Piva       | D.S.: Valerio Piva           | D.S.: Valerio Piva       | D.S.: Simone Pedrazzini   | D.S.: Simone Pedrazzini     | D.S.: Simone Pedrazzini   |
| Caja Rural-Seguros RGA | Caja Rural-Seguros RGA       | Caja Rural-Seguros RGA | Israel Start-Up Nation   | Israel Start-Up Nation       | Israel Start-Up Nation   |                           |                             |                           |
| 71                     | Jonathan Lastra              | R 18ª                  | 151                      | Sep Vanmarcke                | R 16ª                    |                           |                             |                           |
| 72                     | Jon Aberasturi               | 132º                   | 152                      | Sebastian Berwick            | 135º                     |                           |                             |                           |
| 73                     | Julen Amezqueta              | 43º                    | 153                      | Alexander Cataford           | NP 3ª                    |                           |                             |                           |
| 74                     | Aritz Bagües                 | 87º                    | 154                      | Davide Cimolai               | R 8ª                     |                           |                             |                           |
| 75                     | Jefferson Alveiro Cepeda     | 32º                    | 155                      | Itamar Einhorn               | R 17ª                    |                           |                             |                           |
| 76                     | Álvaro Cuadros               | 78º                    | 156                      | Guy Niv                      | 93º                      |                           |                             |                           |
| 77                     | Oier Lazkano                 | NP 20ª                 | 157                      | James Piccoli                | 86º                      |                           |                             |                           |
| 78                     | Sergio Martín                | R 9ª                   | 158                      | Mads Würtz Schmidt (Lin.)    | R 7ª                     |                           |                             |                           |
| D.S.: Xabier Muriel    | D.S.: Xabier Muriel          | D.S.: Xabier Muriel    | D.S.: Óscar Guerrero     | D.S.: Óscar Guerrero         | D.S.: Óscar Guerrero     |                           |                             |                           |

### Legenda
| Dorsale      | Dorsale di partenza del ciclista | Posizione       | Posizione finale nella classifica generale               |
| Maglia rossa | Indica il vincitore della classifica generale                                                                                        | Maglia poix blu | Indica il vincitore della classifica dei GPM             |
| Maglia verde | Indica il vincitore della classifica a punti                                                                                         | Maglia bianca   | Indica il vincitore della classifica dei giovani         |
| NP           | Indica un ciclista che non è ripartito in una tappa la mattina                                                                       | R               | Indica un ciclista che si è ritirato in una tappa        |
| FTM          | Indica un ciclista che ha concluso una tappa fuori tempo, ossia ha impiegato più tempo rispetto a quanto stabilito dal tempo massimo | EX              | Corridore escluso per non aver rispettato il regolamento |

## Ciclisti per nazione
Le nazionalità rappresentate nella manifestazione sono 30; in tabella il numero dei ciclisti suddivisi per la propria nazione di appartenenza:
| Numero ciclisti | Nazione                                                                                                 |
| --------------- | --- |
| 40              | Spagna                                                                                                  |
| 20              | Belgio                                                                                                  |
| 18              | Francia                                                                                                 |
| 14              | Italia, Paesi Bassi                                                                                     |
| 11              | Australia                                                                                               |
| 7               | Gran Bretagna                                                                                           |
| 6               | Stati Uniti                                                                                             |
| 5               | Colombia, Germania                                                                                      |
| 4               | Ecuador, Slovenia,                                                                                      |
| 3               | Austria, Rep. Ceca, Danimarca, Sudafrica                                                                |
| 2               | Canada, Estonia, Israele, Kazakistan, Lussemburgo, Nuova Zelanda, Polonia, Portogallo, Russia, Svizzera |
| 1               | Giappone, Norvegia, Svezia, Ucraina                                                                     |

### Quadro d'insieme nazionalità e tappe
| Nazione       | Corridori partenti | Corridori arrivati | Tappe vinte                                              |
| ------------- | ------------------ | ------------------ | -------------------------------------------------------- |
| Australia     | 11                 | 11                 | 2 (2 Michael Storer)                                     |
| Austria       | 3                  | 2                  |                                                          |
| Belgio        | 20                 | 16                 | 2 (2 Jasper Philipsen)                                   |
| Canada        | 2                  | 1                  |                                                          |
| Colombia      | 5                  | 2                  | 1 (Miguel Ángel López)                                   |
| Rep. Ceca     | 3                  | 3                  |                                                          |
| Danimarca     | 3                  | 2                  | 3 (3 Magnus Cort Nielsen)                                |
| Ecuador       | 4                  | 1                  |                                                          |
| Estonia       | 2                  | 2                  | 1 (Rein Taaramäe)                                        |
| Francia       | 18                 | 15                 | 3 (Florian Sénéchal, Romain Bardet, Clément Champoussin) |
| Germania      | 5                  | 4                  |                                                          |
| Gran Bretagna | 7                  | 4                  |                                                          |
| Giappone      | 1                  | 1                  |                                                          |
| Israele       | 2                  | 1                  |                                                          |
| Italia        | 14                 | 10                 | 1 (Damiano Caruso)                                       |
| Kazakistan    | 2                  | 2                  |                                                          |
| Lussemburgo   | 2                  | 2                  |                                                          |
| Norvegia      | 1                  | 1                  |                                                          |
| Nuova Zelanda | 2                  | 2                  |                                                          |
| Paesi Bassi   | 14                 | 13                 | 3 (3 Fabio Jakobsen)                                     |
| Polonia       | 2                  | 2                  | 1 (Rafał Majka)                                          |
| Portogallo    | 2                  | 2                  |                                                          |
| Russia        | 2                  | 1                  |                                                          |
| Slovenia      | 4                  | 4                  | 4 (4 Primož Roglič)                                      |
| Spagna        | 40                 | 29                 |                                                          |
| Sudafrica     | 3                  | 1                  |                                                          |
| Svezia        | 1                  | 1                  |                                                          |
| Svizzera      | 2                  | 1                  |                                                          |
| Ucraina       | 1                  | 1                  |                                                          |
| Stati Uniti   | 6                  | 5                  |                                                          |
| Totale        | 184                | 142                | 21                                                       |